# Шилеризація

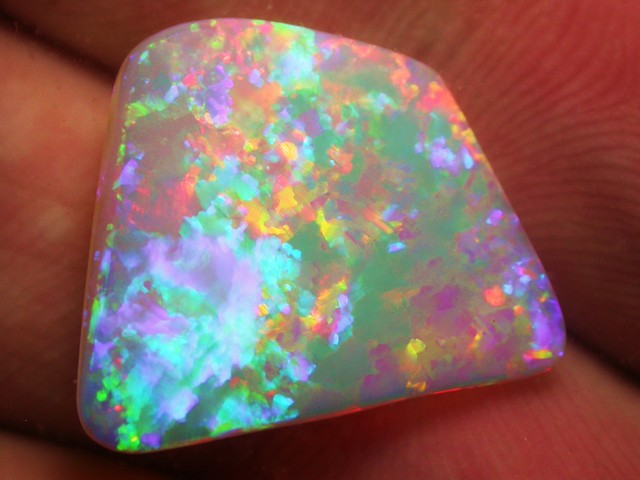
Шилеризація на кристалі опалу.

Шилеризація (англ. schillerization, нім. Schillerisation f) — блиск, властивий деяким мінералам, зумовлений наявністю включень або пор, правильно розміщених по деяких площинах. Від нім. Schiller — гра кольорів (I.W.Judd, 1885).
Шилер — у мінералогії, приставка, яка вказує на наявність гри кольорів на поверхні (зломі, площинах спайності тощо) мінералу. Напр., шилер-кварц (око котяче), шилер-шпат (псевдоморфоза серпентину по бронзиту). Від нім. Schiller — гра кольорів (I.W.Judd, 1885).